# Charivari (jeu télévisé)
Pour les articles homonymes, voir Charivari.
Charivari est un jeu télévisé québécois animé par Guy Mongrain et diffusé entre le 31 août 1987 et le 30 août 1991 sur le réseau TVA.

## But du jeu
Le jeu consiste à remettre les lettres d'un mot dans le bon ordre le plus rapidement possible, se rapprochant ainsi du principe de l'anagramme.

## Records
François Bédard et Didier Clerc gagnent la finale annuelle du jeu en 1990 en battant la paire composée des frères jumeaux Pierre et Paul Bergeron et la paire composée de Christian Daviau et de Louis Garand. Les gagnants remportent chacun une maison meublée avec piscine représentant un gain total de plus de 250 000 $. Lors de cette finale, les vainqueurs obtiennent 3 500 points, le plus grand score jamais réalisé à ce jeu télévisé.